# L’Hôpital-le-Grand

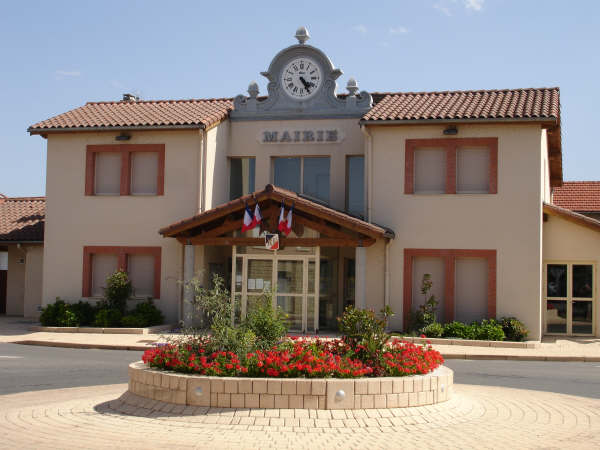
Ratusz w L’Hôpital-le-Grand, 2006

L’Hôpital-le-Grand – miejscowość i gmina we Francji, w regionie Owernia-Rodan-Alpy, w departamencie Loara.
Według danych na rok 1990 gminę zamieszkiwało 506 osób, a gęstość zaludnienia wynosiła 39 osób/km² (wśród 2880 gmin regionu Rodan-Alpy L’Hôpital-le-Grand plasuje się na 1141. miejscu pod względem liczby ludności, natomiast pod względem powierzchni na miejscu 909.).